# Indomyrma
Indomyrma (лат.) — род муравьёв из подсемейства мирмицины (Myrmicinae, Stenammini). Южная Азия (Индия) и Юго-Восточная Азия (Вьетнам).

## Описание
Мелкие земляные муравьи коричневого цвета. Заднегрудка с проподеальными шипиками. Усики короткие, у рабочих 11-члениковые, булава 3-члениковая (усики самцов состоят из 12 сегментов). Жвалы рабочих с 8—9 зубцами. Нижнечелюстные щупики 2-члениковые, нижнегубные щупики состоят из 2 сегментов. Голени средних и задних ног без апикальных шпор. Стебелёк между грудкой и брюшком состоит из двух сегментов (петиоль + постпетиоль).
- Indomyrma bellae Zryanin, 2012 — Вьетнам[2]
- Indomyrma dasypyx Brown, 1986 — Индия[1]